# ستيفن ر. كيد
ستيفن ر. كيد (بالإنجليزية: Steven R. Kidd)‏ هو رسام توضيحي أمريكي، ولد في 1911، وتوفي في 1987.